# Direcția Generală Anticorupție
La Direzione generale anticorruzione (in romeno Direcția Generala Anticorupție, DGA) è un'agenzia governativa della Romania subordinata al Ministero degli affari interni, specializzata nella lotta e nella prevenzione della corruzione all'interno del Ministero. La DGA è stata istituita con l'obiettivo di occuparsi rigorosamente della prevenzione e del contrasto alla corruzione all'interno del Ministero degli affari interni (MAI).

## Storia
La Direzione generale anticorruzione è stata istituita dalla legge 161/2005 come struttura specializzata per la prevenzione e lotta contro la corruzione all'interno del Ministero degli affari interni (MoAI).
La creazione della Direzione generale anticorruzione è stata sostenuta dall'Unione europea, con l'assistenza di esperti provenienti da Spagna e Regno Unito.

## Missione
La missione della DGA è focalizzata sulla prevenzione e la lotta contro i reati di corruzione commessi dal personale del Ministero degli affari interni. Inoltre, la Direzione generale anticorruzione collabora con organizzazioni pubbliche e private con responsabilità nella prevenzione e nella lotta alla corruzione.
Nel corso delle indagini il personale della DGA è tenuto per legge a rispettare i principi di obiettività, riservatezza e imparzialità, nonché i diritti umani e le libertà civili.
Un altro obiettivo della Direzione generale anticorruzione è quello di anticipare e identificare i fattori di rischio e vulnerabilità del sistema in materia di reati connessi alla corruzione.

## Doveri
La Direzione generale anticorruzione ha il compito di:
- Adottare le misure operative specifiche per prevenire, informare e contrastare i reati di corruzione commessi dal personale MAI;
- Ricevere le denunce/petizioni dei cittadini sui reati di corruzione presumibilmente perpetrati dal personale MAI;
- Svolgere specifiche attività di pubbliche relazioni;
- Svolgere attività di polizia giudiziaria, ai sensi della legge;
- Verificare l'integrità professionale del personale MAI;
- Stabilire rapporti internazionali di collaborazione, a seconda degli interessi del Ministero degli affari interni;
- Gestire i dati relativi ad atti e reati di corruzione interna;
- Analizzare l'evoluzione dei reati di corruzione del personale MAI e, di conseguenza informare il Ministro degli affari interni o altri organi competenti, secondo quanto previsto dalla legge.

## Direttori generali[1]
- Marian Sîntion (9 marzo 2005 — 6 marzo 2007)
- Irinel Păun (15 marzo 2007 — 20 aprile 2009)
- Ionel Georgescu (20 aprile 2009 — 5 ottobre 2009)
- Liviu Popa (5 ottobre 2009 — 23 novembre 2010)
- Jănică Arion-Șigănașu  (23 novembre 2010 — 3 dicembre 2013)[2]
- Dan Dănilă (3 dicembre 2013 — 3 febbraio 2014)[3]
- Jănică Arion-Șigănașu (4 febbraio 2014 — 17 marzo 2016)